# Ekeberga landskommun
Ekeberga landskommun var en tidigare kommun i Kronobergs län.

## Administrativ historik
När 1862 års kommunalförordningar trädde i kraft den 1 januari 1863 inrättades i Sverige cirka 2 400 landskommuner samt 89 städer och ett mindre antal köpingar. Då inrättades i Ekeberga socken i Uppvidinge härad i Småland denna kommun.
Den första av 1900-talets riksomfattande kommunreformer i Sverige år 1952 påverkade inte Ekeberga, som kvarstod som egen kommun fram till nästa indelningsreform 1971, då området gick upp i Lessebo kommun.
Kommunkoden 1952-1970 var 0707.

### Kyrklig tillhörighet
I kyrkligt hänseende tillhörde kommunen Ekeberga församling.

## Geografi
Ekeberga landskommun omfattade den 1 januari 1952 en areal av 176,46 km², varav 170,84 km² land.

### Tätorter i kommunen 1960
I Ekeberga landskommun fanns tätorten Kosta, som hade 1 137 invånare den 1 november 1960. Tätortsgraden i kommunen var då 69,5 procent.

## Politik

### Mandatfördelning i valen 1938–1966
| 2 | 14 | 4 |

| 19 |

| 3 | 13 | 4 |

| 18 |

| 3 | 13 | 2 | 1 | 1 |

| 18 |

| 1 | 15 | 4 |

| 18 |

| 2 | 13 | 5 |

| 15 | 5 |

| 2 | 17 | 6 |

| 20 | 5 |

| 2 | 17 | 6 |

| 20 | 5 |

| 3 | 16 | 3 |  | 2 |

| 21 | 4 |